# Люцкан Люцканов
Люцкан Вълчев Люцканов е български офицер, генерал-лейтенант и политик.

## Биография
Роден е на 8 ноември 1939 г. в хасковското село Орлов дол. Средно образование завършва в Тополовград. Завършва Висшето народно военно училище във Велико Търново през 1964 г. След това става командир на взвод и на рота (1964 – 1970). Учил е още във Военната академия в София и Генералщабната академия „Климент Ворошилов“ в СССР. Между 1975 и 1980 г. е началник на отдел в Генералния щаб на българската армия. Между 1984 и 1990 г. е началник-щаб на трета армия. В периода 16 ноември 1990 – 30 август 1991 е командир на трета армия. От 30 август 1991 г. – 12 май 1993 г. е командващ Сухопътните войски на българската армия, след статия във в. „Дума“, според която по време на съвещание на КСВ в Пловдив едва ли не е подготвял военен преврат, въпреки присъствието там на самия началник на ГЩ ген. Любен Петров. Натискът срещу ген. Люцканов е огромен и на 11 май 1993 г. той сам депозира оставката си пред президента в интерес на стабилността на БА.
между 1994 и 1997 преминава към МВР и е командващ гранични войски, след което преминава в запас. На 19 февруари 1997 г. е удостоен със звание генерал-лейтенант от МВР.
Между 1997 и 1999 г. е секретар (заместник-министър) на МВР. На 4 май 2005 г. е освободен от длъжността секретар на Министерството на вътрешните работи. Председател на клуб „Командване на Сухопътните войски“ и клуб „Трета армия“ в Съюза на офицерите и сержантите от запаса и резерва в столичния район „Младост“.
Снет от запас на 8 ноември 2002 г. поради пределна възраст 63 г
От 2007 до 2009 г. е заместник-кмет на район „Младост“. През 2014 г. е кандидат-депутат от КП „България без цензура“ за XLIII народно събрание, но не успява да влезе. Проверяван е от комисията по досиетата за принадлежност към структурите на Държавна сигурност или разузнавателните служби на българската армия, но такова не е открито.
Генерал-лейтенант Люцкан Люцканов умира на 24 януари 2018 година.